# .lb
.lb è il dominio di primo livello nazionale assegnato al Libano.
Originariamente amministrato dall'Università americana di Beirut, nel 2021 la gestione è stata trasferita al Lebanese Internet Center (LINC).